# Arktische Äsche
Die Arktische Äsche (Thymallus arcticus) ist ein Knochenfisch aus der Familie Salmonidae.

## Merkmale
Arktische Äschen haben einen forellenähnlichen Körperbau mit einer auffällig vergrößerten Rückenflosse und einem kleinen Maul. Ihr Rücken ist tief-violett, schwarzblau oder blaugrau, die Flanken sind dunkelblau bis grau mit einem rosa Schimmer und verstreuten dunklen Punkten und einem dunklen Längsstreifen zwischen den Brust- und Bauchflossen. Der Bauch ist grau bis weiß. Die große Rückenflosse hat 17 bis 25 Weichstrahlen und reicht bei den Männchen im angelegten Zustand bis zur Fettflosse und ist dunkel blauviolett mit Reihen rötlicher bis oranger oder violetter bis grüner Punkte im hinteren Bereich und schmalem violetten Rand. Die Bauchflossen sind relativ lang und erreichen bei den Männchen die Afterflosse. Sie sind dunkelgelblich mit unregelmäßigen orangeroten Streifen. Die anderen Flossen sind dunkel. Die Afterflosse hat 11 bis 15 Weichstrahlen. Die Zahl der Kiemenreusendornen liegt bei 14 bis 22, meist bei 16 bis 17, die Zahl der Wirbel bei 58 bis 62. Im Gegensatz zur Europäischen Äsche reicht der Oberkiefer nur bis etwa zur Mitte des Auges.
Die Tiere erreichen durchschnittlich eine Länge von etwa 34 Zentimetern. Die Maximalmaße liegen je nach Quelle bei 45 Zentimetern und 1,9 Kilogramm bis 76 Zentimeter und 3,8 Kilogramm.

## Lebensweise
Arktische Äschen besiedeln kalte, klare, mittelgroße bis große Gletscher- und Bergflüsse und Seen mit hohem Sauerstoffgehalt. Sie bilden mittelgroße Schulen und ernähren sich von benthischen Kleinlebewesen und kleinen Fischen. Im April bis Mai wandern sie flussaufwärts, um im Mai bis Juni in schnellfließenden Bergbächen auf kiesigem Grund zu laichen. Zur Laichzeit sind die Männchen kräftiger gefärbt. Im Spätsommer wandern sie zurück in größere Gewässer, wo sie an tiefen Stellen überwintern.

## Vorkommen
Arktische Äschen kommen in den Zuflüssen des Arktischen Ozeans in Nordamerika, Sibirien und in Europa in den Zuflüssen von Petschora und Korotaicha sowie der Karastraße vor. Die Art ist empfindlich gegenüber Gewässerverschmutzung, gilt aber derzeit als nicht bedroht.